# Formule 1 in 2020

Formule 1 70 jaar logo

Het Formule 1-seizoen 2020 was het 71ste Formule 1-seizoen. De "Formule 1", officieel het "FIA Formula One World Championship", is de hoogste klasse in de autosport zoals is bepaald door de Fédération Internationale de l'Automobile. Het seizoen startte op 5 juli in Oostenrijk en eindigde op 13 december in Abu Dhabi na zeventien races.
Lewis Hamilton was bij aanvang van het seizoen de regerend wereldkampioen bij de coureurs, zijn team Mercedes is de regerend wereldkampioen bij de constructeurs.
Na de dertiende Grand Prix van het seizoen (Emilia-Romagna), had Mercedes voldoende voorsprong voor de zevende constructeurstitel op rij. Één Grand Prix later, die van Turkije, had Lewis Hamilton voor de zevende keer de wereldtitel binnen.

## Algemeen
Een coureur die deelneemt aan een vrije training komt vanaf dit seizoen in aanmerking voor extra FIA superlicentiepunten. Elke coureur die minimaal 100 kilometer in een sessie aflegt ontvangt een extra superlicentiepunt, mits hij/zij tijdens de sessie geen strafpunten heeft gekregen door de stewards. Strafpunten worden uitgedeeld aan coureurs door de wedstrijdleiding indien zij overtredingen van de reglementen begaan. Coureurs kunnen via deze wijze tot tien superlicentiepunten binnen een periode van drie jaar verdienen. Een coureur die nog niet over de volledige superlicentie beschikt, mag wel deelnemen aan vrije trainingen. Hij moet dan een continu brandend groen achterlicht voeren.
Op 7 augustus 2020 maakte de FIA bekend dat het Racing Point team een boete krijgt van 400.000 Euro en 15 WK-punten voor het gebruiken maken van illegale brake ducts. Het protest van het team van Renault over de remmen van Racing Point heeft standgehouden. De remmen van de auto heeft Racing Point niet zelf ontworpen. Er zijn foto’s gebruikt om ze te maken, maar daarnaast ook tekeningen van Mercedes.

## Kalender

Landen die in 2020 een Grand Prix organiseerden zijn getoond in het groen, voormalige organiserende landen zijn getoond in het donkergrijs.

Op 29 augustus 2019 kondigde de FIA een voorlopige kalender aan voor het Formule 1-seizoen van 2020. Op 4 oktober werd de kalender definitief goedgekeurd. Het seizoen zou een recordaantal kennen van 22 races. Vanwege de Coronapandemie zijn meerdere races uitgesteld of afgelast. Op 2 juni 2020 werd een aangepaste kalender bekendgemaakt die tot 25 augustus 2020 werd aangevuld met extra races.
| GP nr. | Ronde | Grand Prix                    | Circuit                              | Plaats                | Datum        |
| ------ | ----- | ----------------------------- | ------------------------------------ | --------------------- | ------------ |
| 1019   | 1     | GP van Oostenrijk             | Red Bull Ring                        | Spielberg             | 5 juli       |
| 1020   | 2     | GP van Stiermarken            | Red Bull Ring                        | Spielberg             | 12 juli      |
| 1021   | 3     | GP van Hongarije              | Hungaroring                          | Mogyoród              | 19 juli      |
| 1022   | 4     | GP van Groot-Brittannië       | Silverstone Circuit                  | Silverstone           | 2 augustus   |
| 1023   | 5     | GP van het 70-jarige Jubileum | Silverstone Circuit                  | Silverstone           | 9 augustus   |
| 1024   | 6     | GP van Spanje                 | Circuit de Barcelona-Catalunya       | Montmeló              | 16 augustus  |
| 1025   | 7     | GP van België                 | Circuit de Spa-Francorchamps         | Stavelot              | 30 augustus  |
| 1026   | 8     | GP van Italië                 | Autodromo Nazionale Monza            | Monza                 | 6 september  |
| 1027   | 9     | GP van Toscane                | Autodromo Internazionale del Mugello | Scarperia e San Piero | 13 september |
| 1028   | 10    | GP van Rusland                | Sochi Autodrom                       | Sotsji                | 27 september |
| 1029   | 11    | GP van de Eifel               | Nürburgring                          | Nürburg               | 11 oktober   |
| 1030   | 12    | GP van Portugal               | Autódromo Internacional do Algarve   | Portimão              | 25 oktober   |
| 1031   | 13    | GP van Emilia-Romagna         | Autodromo Enzo e Dino Ferrari        | Imola                 | 1 november   |
| 1032   | 14    | GP van Turkije                | Intercity Istanbul Park              | Tuzla                 | 15 november  |
| 1033   | 15    | GP van Bahrein                | Bahrain International Circuit        | Sakhir                | 29 november  |
| 1034   | 16    | GP van Sakhir                 | Bahrain International Circuit        | Sakhir                | 6 december   |
| 1035   | 17    | GP van Abu Dhabi              | Yas Marina Circuit                   | Yas                   | 13 december  |

### Afgelast
In onderstaande tabel staan de Grands Prix die op de oorspronkelijke kalender stonden maar die werden afgelast vanwege de Coronapandemie.
| Ronde | Grand Prix                 | Circuit                            | Plaats            | Originele datum |
| ----- | -------------------------- | ---------------------------------- | ----------------- | --------------- |
| 1     | GP van Australië           | Melbourne Grand Prix Circuit       | Melbourne         | 15 maart        |
| 3     | GP van Vietnam             | Hanoi Circuit                      | Hanoi             | 5 april         |
| 4     | GP van China               | Shanghai International Circuit     | Shanghai          | 19 april        |
| 5     | GP van Nederland           | Circuit Zandvoort                  | Zandvoort         | 3 mei           |
| 7     | GP van Monaco              | Circuit de Monaco                  | Monte Carlo       | 24 mei          |
| 8     | GP van Azerbeidzjan        | Baku City Circuit                  | Bakoe             | 7 juni          |
| 9     | GP van Canada              | Circuit Gilles-Villeneuve          | Montreal (Quebec) | 14 juni         |
| 10    | GP van Frankrijk           | Circuit Paul Ricard                | Le Castellet      | 28 juni         |
| 16    | GP van Singapore           | Marina Bay Street Circuit          | Singapore         | 20 september    |
| 18    | GP van Japan               | Suzuka International Racing Course | Suzuka            | 11 oktober      |
| 19    | GP van de Verenigde Staten | Circuit of the Americas            | Austin (Texas)    | 25 oktober      |
| 20    | GP van Mexico-Stad         | Autódromo Hermanos Rodríguez       | Mexico-Stad       | 1 november      |
| 21    | GP van Brazilië            | Autódromo José Carlos Pace         | São Paulo         | 15 november     |

## Ingeschreven teams en coureurs
De volgende teams en coureurs namen deel aan het 'FIA Wereldkampioenschap F1' 2020. Alle teams reden met banden van Pirelli.
| Inschrijving                  | Constructeur              | Chassis               | Motor                     | Nr. | Coureur            | Ronde       | Nr. | Coureur vrije training | Ronde           |
| ----------------------------- | ------------------------- | --------------------- | ------------------------- | --- | ------------------ | ----------- | --- | ---------------------- | --------------- |
| Alfa Romeo Racing ORLEN       | Alfa Romeo-Ferrari        | C39                   | Ferrari 065               | 7   | Kimi Räikkönen     | Alle        | 88  | Robert Kubica          | 2, 3, 5, 15, 17 |
| Alfa Romeo Racing ORLEN       | Alfa Romeo-Ferrari        | C39                   | Ferrari 065               | 99  | Antonio Giovinazzi | Alle        | 37  | Mick Schumacher        | 11 *1           |
| Scuderia AlphaTauri Honda     | AlphaTauri-Honda          | AT01                  | Honda RA620H              | 10  | Pierre Gasly       | Alle        |     |                        |                 |
| Scuderia AlphaTauri Honda     | AlphaTauri-Honda          | AT01                  | Honda RA620H              | 26  | Daniil Kvjat       | Alle        |     |                        |                 |
| Scuderia Ferrari              | Ferrari                   | SF1000                | Ferrari 065               | 5   | Sebastian Vettel   | Alle        |     |                        |                 |
| Scuderia Ferrari              | Ferrari                   | SF1000                | Ferrari 065               | 16  | Charles Leclerc    | Alle        |     |                        |                 |
| Haas F1 Team                  | Haas-Ferrari              | VF-20                 | Ferrari 065               | 8   | Romain Grosjean    | 1–15        | 50  | Callum Ilott           | 11 *1           |
| Haas F1 Team                  | Haas-Ferrari              | VF-20                 | Ferrari 065               | 20  | Kevin Magnussen    | Alle        | 50  | Mick Schumacher        | 17              |
| Haas F1 Team                  | Haas-Ferrari              | VF-20                 | Ferrari 065               | 51  | Pietro Fittipaldi  | 16–17       |     |                        |                 |
| McLaren F1 Team               | McLaren-Renault           | MCL35                 | Renault E-Tech 20         | 4   | Lando Norris       | Alle        |     |                        |                 |
| McLaren F1 Team               | McLaren-Renault           | MCL35                 | Renault E-Tech 20         | 55  | Carlos Sainz jr.   | Alle        |     |                        |                 |
| Mercedes-AMG Petronas F1 Team | Mercedes                  | F1 W11 EQ Performance | Mercedes F1 M11 EQ Power+ | 44  | Lewis Hamilton     | 1–15, 17    |     |                        |                 |
| Mercedes-AMG Petronas F1 Team | Mercedes                  | F1 W11 EQ Performance | Mercedes F1 M11 EQ Power+ | 63  | George Russell     | 16          |     |                        |                 |
| Mercedes-AMG Petronas F1 Team | Mercedes                  | F1 W11 EQ Performance | Mercedes F1 M11 EQ Power+ | 77  | Valtteri Bottas    | Alle        |     |                        |                 |
| BWT Racing Point F1 Team      | Racing Point-BWT Mercedes | RP20                  | Mercedes F1 M11 EQ Power+ | 11  | Sergio Pérez       | 1–3, 6–17   |     |                        |                 |
| BWT Racing Point F1 Team      | Racing Point-BWT Mercedes | RP20                  | Mercedes F1 M11 EQ Power+ | 18  | Lance Stroll       | 1–10, 12–17 |     |                        |                 |
| BWT Racing Point F1 Team      | Racing Point-BWT Mercedes | RP20                  | Mercedes F1 M11 EQ Power+ | 27  | Nico Hülkenberg    | 4–5, 11     |     |                        |                 |
| Aston Martin Red Bull Racing  | Red Bull-Honda            | RB16                  | Honda RA620H              | 23  | Alexander Albon    | Alle        |     |                        |                 |
| Aston Martin Red Bull Racing  | Red Bull-Honda            | RB16                  | Honda RA620H              | 33  | Max Verstappen     | Alle        |     |                        |                 |
| Renault DP World F1 Team      | Renault                   | R.S.20                | Renault E-Tech 20         | 3   | Daniel Ricciardo   | Alle        |     |                        |                 |
| Renault DP World F1 Team      | Renault                   | R.S.20                | Renault E-Tech 20         | 31  | Esteban Ocon       | Alle        |     |                        |                 |
| Williams Racing               | Williams-Mercedes         | FW43                  | Mercedes F1 M11 EQ Power+ | 6   | Nicholas Latifi    | Alle        | 40  | Jack Aitken            | 2               |
| Williams Racing               | Williams-Mercedes         | FW43                  | Mercedes F1 M11 EQ Power+ | 63  | George Russell     | 1–15, 17    | 40  | Roy Nissany            | 6, 8, 15        |
| Williams Racing               | Williams-Mercedes         | FW43                  | Mercedes F1 M11 EQ Power+ | 89  | Jack Aitken        | 16          |     |                        |                 |

*1 Op 9 oktober 2020 zouden Callum Ilott en Mick Schumacher hun debuut maken tijdens een Formule 1-weekeinde tijdens de eerste vrije training van de GP van de Eifel voor respectievelijk Alfa Romeo en Haas. Door hevige regenval en mist kwamen de eerste en tweede vrije training echter te vervallen en werd hun debuut uitgesteld.

### Veranderingen bij de teams in 2020

#### Van naam veranderd
- Toro Rosso wijzigde na 14 jaar de naam naar Scuderia AlphaTauri.[10]
- Williams nam nog voor de eerste race afscheid van titelsponsor ROKiT.[34]

### Veranderingen bij de coureurs in 2020

#### Van team / functie veranderd
- Robert Kubica: Williams → Alfa Romeo (test- en reservecoureur)

#### Nieuw / teruggekeerd in de Formule 1
- Nicholas Latifi: Formule 2 (DAMS) → Williams[30]
- Esteban Ocon: Mercedes (reservecoureur) → Renault[29]

#### Uit de Formule 1
- Nico Hülkenberg: Renault → geen contract voor 2020

#### Tijdens het seizoen
- Nico Hülkenberg verving Sergio Pérez tijdens de Grand Prix van Groot-Brittannië en de Grand Prix van het 70-jarige Jubileum en hij verving Lance Stroll tijdens de Grand Prix van de Eifel.
- Pietro Fittipaldi verving de geblesseerde Romain Grosjean tijdens de Grand Prix van Sakhir[35] en tijdens de Grand Prix van Abu Dhabi.
- George Russell verving de door COVID-19 getroffen Lewis Hamilton tijdens de Grand Prix van Sakhir.[36]
- Jack Aitken verving (zie hierboven) George Russell bij Williams tijdens de Grand Prix van Sakhir.[37]

## Resultaten en klassement

### Grands Prix
| Ronde | Grand Prix                    | Poleposition    | Snelste ronde    | Winnende coureur | Winnende constructeur     | Verslag | WK-leider | Tweede | Voorsprong |
| ----- | ----------------------------- | --------------- | ---------------- | ---------------- | ------------------------- | ------- | --------- | ------ | ---------- |
| 1     | GP van Oostenrijk             | Valtteri Bottas | Lando Norris     | Valtteri Bottas  | Mercedes                  | Verslag | BOT       | LEC    | 7          |
| 2     | GP van Stiermarken            | Lewis Hamilton  | Carlos Sainz jr. | Lewis Hamilton   | Mercedes                  | Verslag | BOT       | HAM    | 6          |
| 3     | GP van Hongarije              | Lewis Hamilton  | Lewis Hamilton   | Lewis Hamilton   | Mercedes                  | Verslag | HAM       | BOT    | 5          |
| 4     | GP van Groot-Brittannië       | Lewis Hamilton  | Max Verstappen   | Lewis Hamilton   | Mercedes                  | Verslag | HAM       | BOT    | 30         |
| 5     | GP van het 70-jarige Jubileum | Valtteri Bottas | Lewis Hamilton   | Max Verstappen   | Red Bull-Honda            | Verslag | HAM       | VER    | 30         |
| 6     | GP van Spanje                 | Lewis Hamilton  | Valtteri Bottas  | Lewis Hamilton   | Mercedes                  | Verslag | HAM       | VER    | 37         |
| 7     | GP van België                 | Lewis Hamilton  | Daniel Ricciardo | Lewis Hamilton   | Mercedes                  | Verslag | HAM       | VER    | 47         |
| 8     | GP van Italië                 | Lewis Hamilton  | Lewis Hamilton   | Pierre Gasly     | AlphaTauri-Honda          | Verslag | HAM       | BOT    | 47         |
| 9     | GP van Toscane                | Lewis Hamilton  | Lewis Hamilton   | Lewis Hamilton   | Mercedes                  | Verslag | HAM       | BOT    | 55         |
| 10    | GP van Rusland                | Lewis Hamilton  | Valtteri Bottas  | Valtteri Bottas  | Mercedes                  | Verslag | HAM       | BOT    | 44         |
| 11    | GP van de Eifel               | Valtteri Bottas | Max Verstappen   | Lewis Hamilton   | Mercedes                  | Verslag | HAM       | BOT    | 69         |
| 12    | GP van Portugal               | Lewis Hamilton  | Lewis Hamilton   | Lewis Hamilton   | Mercedes                  | Verslag | HAM       | BOT    | 77         |
| 13    | GP van Emilia-Romagna         | Valtteri Bottas | Lewis Hamilton   | Lewis Hamilton   | Mercedes                  | Verslag | HAM       | BOT    | 85         |
| 14    | GP van Turkije                | Lance Stroll    | Lando Norris     | Lewis Hamilton   | Mercedes                  | Verslag | HAM       | BOT    | 110        |
| 15    | GP van Bahrein                | Lewis Hamilton  | Max Verstappen   | Lewis Hamilton   | Mercedes                  | Verslag | HAM       | BOT    | 131        |
| 16    | GP van Sakhir                 | Valtteri Bottas | George Russell   | Sergio Pérez     | Racing Point-BWT Mercedes | Verslag | HAM       | BOT    | 127        |
| 17    | GP van Abu Dhabi              | Max Verstappen  | Daniel Ricciardo | Max Verstappen   | Red Bull-Honda            | Verslag | HAM       | BOT    | 124        |

### Puntentelling
Punten werden toegekend aan de top tien geklasseerde coureurs, en 1 punt voor de coureur die de snelste ronde heeft gereden in de race (mits gefinisht in de top tien).
| Positie | 01e0 | 02e0 | 03e0 | 04e0 | 05e0 | 06e0 | 07e0 | 08e0 | 09e0 | 010e0 | 0S0 |
| Punten  | 25   | 18   | 15   | 12   | 10   | 8    | 6    | 4    | 2    | 1     | 1   |

### Klassement bij de coureurs
| Pos. | Nr. | Coureur            | Grands Prix | Grands Prix | Grands Prix | Grands Prix | Grands Prix | Grands Prix | Grands Prix | Grands Prix | Grands Prix | Grands Prix | Grands Prix | Grands Prix | Grands Prix | Grands Prix | Grands Prix | Grands Prix | Grands Prix | Punten |
| Pos. | Nr. | Coureur            | OOS         | STI         | HON         | GBR         | 70J         | SPA         | BEL         | ITA         | TOS         | RUS         | EIF         | POR         | EMI         | TUR         | BHR         | SAK         | ABU         | Punten |
| ---- | --- | ------------------ | ----------- | ----------- | ----------- | ----------- | ----------- | ----------- | ----------- | ----------- | ----------- | ----------- | ----------- | ----------- | ----------- | ----------- | ----------- | ----------- | ----------- | ------ |
| 1    | 44  | Lewis Hamilton     | 4           | 1P          | 1PS         | 1P          | 2S          | 1P          | 1P          | 7PS         | 1PS         | 3P          | 1           | 1PS         | 1S          | 1           | 1P          |             | 3           | 347    |
| 2    | 77  | Valtteri Bottas    | 1P          | 2           | 3           | 11          | 3P          | 3S          | 2           | 5           | 2           | 1S          | DNFP        | 2           | 2P          | 14          | 8           | 8P          | 2           | 223    |
| 3    | 33  | Max Verstappen     | DNF         | 3           | 2           | 2S          | 1           | 2           | 3           | DNF         | DNF         | 2           | 2S          | 3           | DNF         | 6           | 2S          | DNF         | 1P          | 214    |
| 4    | 11  | Sergio Pérez       | 6           | 6           | 7           | WD          |             | 5           | 10          | 10          | 5           | 4           | 4           | 7           | 6           | 2           | 18†         | 1           | DNF         | 125    |
| 5    | 3   | Daniel Ricciardo   | DNF         | 8           | 8           | 4           | 14          | 11          | 4S          | 6           | 4           | 5           | 3           | 9           | 3           | 10          | 7           | 5           | 7S          | 119    |
| 6    | 55  | Carlos Sainz jr.   | 5           | 9S          | 9           | 13          | 13          | 6           | DNS         | 2           | DNF         | DNF         | 5           | 6           | 7           | 5           | 5           | 4           | 6           | 105    |
| 7    | 23  | Alexander Albon    | 13†         | 4           | 5           | 8           | 5           | 8           | 6           | 15          | 3           | 10          | DNF         | 12          | 15          | 7           | 3           | 6           | 4           | 105    |
| 8    | 16  | Charles Leclerc    | 2           | DNF         | 11          | 3           | 4           | DNF         | 14          | DNF         | 8           | 6           | 7           | 4           | 5           | 4           | 10          | DNF         | 13          | 98     |
| 9    | 4   | Lando Norris       | 3S          | 5           | 13          | 5           | 9           | 10          | 7           | 4           | 6           | 15          | DNF         | 13          | 8           | 8S          | 4           | 10          | 5           | 97     |
| 10   | 10  | Pierre Gasly       | 7           | 15          | DNF         | 7           | 11          | 9           | 8           | 1           | DNF         | 9           | 6           | 5           | DNF         | 13          | 6           | 11          | 8           | 75     |
| 11   | 18  | Lance Stroll       | DNF         | 7           | 4           | 9           | 6           | 4           | 9           | 3           | DNF         | DNF         | WD          | DNF         | 13          | 9P          | DNF         | 3           | 10          | 75     |
| 12   | 31  | Esteban Ocon       | 8           | DNF         | 14          | 6           | 8           | 13          | 5           | 8           | DNF         | 7           | DNF         | 8           | DNF         | 11          | 9           | 2           | 9           | 62     |
| 13   | 5   | Sebastian Vettel   | 10          | DNF         | 6           | 10          | 12          | 7           | 13          | DNF         | 10          | 13          | 11          | 10          | 12          | 3           | 13          | 12          | 14          | 33     |
| 14   | 26  | Daniil Kvjat       | 12†         | 10          | 12          | DNF         | 10          | 12          | 11          | 9           | 7           | 8           | 15          | 19          | 4           | 12          | 11          | 7           | 11          | 32     |
| 15   | 27  | Nico Hülkenberg    |             |             |             | DNS         | 7           |             |             |             |             |             | 8           |             |             |             |             |             |             | 10     |
| 16   | 7   | Kimi Räikkönen     | DNF         | 11          | 15          | 17          | 15          | 14          | 12          | 13          | 9           | 14          | 12          | 11          | 9           | 15          | 15          | 14          | 12          | 4      |
| 17   | 99  | Antonio Giovinazzi | 9           | 14          | 17          | 14          | 17          | 16          | DNF         | 16          | DNF         | 11          | 10          | 15          | 10          | DNF         | 16          | 13          | 16          | 4      |
| 18   | 63  | George Russell     | DNF         | 16          | 18          | 12          | 18          | 17          | DNF         | 14          | 11          | 18          | DNF         | 14          | DNF         | 16          | 12          | 9S          | 15          | 3      |
| 19   | 8   | Romain Grosjean    | DNF         | 13          | 16          | 16          | 16          | 19          | 15          | 12          | 12          | 17          | 9           | 17          | 14          | DNF         | DNF         |             |             | 2      |
| 20   | 20  | Kevin Magnussen    | DNF         | 12          | 10          | DNF         | DNF         | 15          | 17          | DNF         | DNF         | 12          | 13          | 16          | DNF         | 17†         | 17          | 15          | 18          | 1      |
| 21   | 6   | Nicholas Latifi    | 11          | 17          | 19          | 15          | 19          | 18          | 16          | 11          | DNF         | 16          | 14          | 18          | 11          | DNF         | 14          | DNF         | 17          | 0      |
| 22   | 89  | Jack Aitken        |             |             |             |             |             |             |             |             |             |             |             |             |             |             |             | 16          |             | 0      |
| 23   | 51  | Pietro Fittipaldi  |             |             |             |             |             |             |             |             |             |             |             |             |             |             |             | 17          | 19          | 0      |
| Pos. | Nr. | Coureur            | OOS         | STI         | HON         | GBR         | 70J         | SPA         | BEL         | ITA         | TOS         | RUS         | EIF         | POR         | EMI         | TUR         | BHR         | SAK         | ABU         | Punten |
| Pos. | Nr. | Coureur            | Grands Prix |             |             |             |             |             |             |             |             |             |             |             |             |             |             |             |             | Punten |

| Resultaat                       |
| ------------------------------- |
| Winnaar                         |
| Tweede plaats                   |
| Derde plaats                    |
| Gefinisht (punten behaald)      |
| Gefinisht (geen punten behaald) |
| Niet geklasseerd (NC)           |
| Uitgevallen (DNF)               |
| Niet gekwalificeerd (DNQ)       |
| Gediskwalificeerd (DSQ)         |
| Niet gestart (DNS)              |
| Gewond (INJ)                    |
| Uitgesloten (EX)                |
| Teruggetrokken (WD)             |
| Niet deelgenomen (blanco cel)   |
| P Pole position                 |
| S Snelste ronde                 |

Opmerkingen:
† — Coureur is niet gefinisht in de GP, maar heeft wel 90% van de race-afstand afgelegd, waardoor hij als geklasseerd genoteerd staat.

### Klassement bij de constructeurs
| Pos. | Constructeur              | Nr. | Grands Prix | Grands Prix | Grands Prix | Grands Prix | Grands Prix | Grands Prix | Grands Prix | Grands Prix | Grands Prix | Grands Prix | Grands Prix | Grands Prix | Grands Prix | Grands Prix | Grands Prix | Grands Prix | Grands Prix | Punten    |
| Pos. | Constructeur              | Nr. | OOS         | STI         | HON         | GBR         | 70J         | SPA         | BEL         | ITA         | TOS         | RUS         | EIF         | POR         | EMI         | TUR         | BHR         | SAK         | ABU         | Punten    |
| ---- | ------------------------- | --- | ----------- | ----------- | ----------- | ----------- | ----------- | ----------- | ----------- | ----------- | ----------- | ----------- | ----------- | ----------- | ----------- | ----------- | ----------- | ----------- | ----------- | --------- |
| 1    | Mercedes                  | 44  | 4           | 1P          | 1PS         | 1P          | 2S          | 1P          | 1P          | 7PS         | 1PS         | 3P          | 1           | 1PS         | 1S          | 1           | 1P          |             | 3           | 573       |
| 1    | Mercedes                  | 63  |             |             |             |             |             |             |             |             |             |             |             |             |             |             |             | 9S          |             | 573       |
| 1    | Mercedes                  | 77  | 1P          | 2           | 3           | 11          | 3P          | 3S          | 2           | 5           | 2           | 1S          | DNFP        | 2           | 2P          | 14          | 8           | 8           | 2           | 573       |
| 2    | Red Bull-Honda            | 23  | 13†         | 4           | 5           | 8           | 5           | 8           | 6           | 15          | 3           | 10          | DNF         | 12          | 15          | 7           | 3           | 6           | 4           | 319       |
| 2    | Red Bull-Honda            | 33  | DNF         | 3           | 2           | 2S          | 1           | 2           | 3           | DNF         | DNF         | 2           | 2S          | 3           | DNF         | 6           | 2S          | DNF         | 1P          | 319       |
| 3    | McLaren-Renault           | 4   | 3S          | 5           | 13          | 5           | 9           | 10          | 7           | 4           | 6           | 15          | DNF         | 13          | 8           | 8S          | 4           | 10          | 5           | 202       |
| 3    | McLaren-Renault           | 55  | 5           | 9S          | 9           | 13          | 13          | 6           | DNS         | 2           | DNF         | DNF         | 5           | 6           | 7           | 5           | 5           | 4           | 6           | 202       |
| 4    | Racing Point-BWT Mercedes | 11  | 6           | 6           | 7           | WD          |             | 5           | 10          | 10          | 5           | 4           | 4           | 7           | 6           | 2           | 18†         | 1           | DNF         | 195 (210) |
| 4    | Racing Point-BWT Mercedes | 18  | DNF         | 7           | 4           | 9           | 6           | 4           | 9           | 3           | DNF         | DNF         | WD          | DNF         | 13          | 9P          | DNF         | 3           | 10          | 195 (210) |
| 4    | Racing Point-BWT Mercedes | 27  |             |             |             | DNS         | 7           |             |             |             |             |             | 8           |             |             |             |             |             |             | 195 (210) |
| 5    | Renault                   | 3   | DNF         | 8           | 8           | 4           | 14          | 11          | 4S          | 6           | 4           | 5           | 3           | 9           | 3           | 10          | 7           | 5           | 7S          | 181       |
| 5    | Renault                   | 31  | 8           | DNF         | 14          | 6           | 8           | 13          | 5           | 8           | DNF         | 7           | DNF         | 8           | DNF         | 11          | 9           | 2           | 9           | 181       |
| 6    | Ferrari                   | 5   | 10          | DNF         | 6           | 10          | 12          | 7           | 13          | DNF         | 10          | 13          | 11          | 10          | 12          | 3           | 13          | 12          | 14          | 131       |
| 6    | Ferrari                   | 16  | 2           | DNF         | 11          | 3           | 4           | DNF         | 14          | DNF         | 8           | 6           | 7           | 4           | 5           | 4           | 10          | DNF         | 13          | 131       |
| 7    | AlphaTauri-Honda          | 10  | 7           | 15          | DNF         | 7           | 11          | 9           | 8           | 1           | DNF         | 9           | 6           | 5           | DNF         | 13          | 6           | 11          | 8           | 107       |
| 7    | AlphaTauri-Honda          | 26  | 12†         | 10          | 12          | DNF         | 10          | 12          | 11          | 9           | 7           | 8           | 15          | 19          | 4           | 12          | 11          | 7           | 11          | 107       |
| 8    | Alfa Romeo-Ferrari        | 7   | DNF         | 11          | 15          | 17          | 15          | 14          | 12          | 13          | 9           | 14          | 12          | 11          | 9           | 15          | 15          | 14          | 12          | 8         |
| 8    | Alfa Romeo-Ferrari        | 99  | 9           | 14          | 17          | 14          | 17          | 16          | DNF         | 16          | DNF         | 11          | 10          | 15          | 10          | DNF         | 16          | 13          | 16          | 8         |
| 9    | Haas-Ferrari              | 8   | DNF         | 13          | 16          | 16          | 16          | 19          | 15          | 12          | 12          | 17          | 9           | 17          | 14          | DNF         | DNF         |             |             | 3         |
| 9    | Haas-Ferrari              | 20  | DNF         | 12          | 10          | DNF         | DNF         | 15          | 17          | DNF         | DNF         | 12          | 13          | 16          | DNF         | 17†         | 17          | 15          | 18          | 3         |
| 9    | Haas-Ferrari              | 51  |             |             |             |             |             |             |             |             |             |             |             |             |             |             |             | 17          | 19          | 3         |
| 10   | Williams-Mercedes         | 6   | 11          | 17          | 19          | 15          | 19          | 18          | 16          | 11          | DNF         | 16          | 14          | 18          | 11          | DNF         | 14          | DNF         | 17          | 0         |
| 10   | Williams-Mercedes         | 63  | DNF         | 16          | 18          | 12          | 18          | 17          | DNF         | 14          | 11          | 18          | DNF         | 14          | DNF         | 16          | 12          |             | 15          | 0         |
| 10   | Williams-Mercedes         | 89  |             |             |             |             |             |             |             |             |             |             |             |             |             |             |             | 16          |             | 0         |
| Pos. | Constructeur              | Nr. | OOS         | STI         | HON         | GBR         | 70J         | SPA         | BEL         | ITA         | TOS         | RUS         | EIF         | POR         | EMI         | TUR         | BHR         | SAK         | ABU         | Punten    |
| Pos. | Constructeur              | Nr. | Grands Prix |             |             |             |             |             |             |             |             |             |             |             |             |             |             |             |             | Punten    |

| Resultaat                       |
| ------------------------------- |
| Winnaar                         |
| Tweede plaats                   |
| Derde plaats                    |
| Gefinisht (punten behaald)      |
| Gefinisht (geen punten behaald) |
| Niet geklasseerd (NC)           |
| Uitgevallen (DNF)               |
| Niet gekwalificeerd (DNQ)       |
| Gediskwalificeerd (DSQ)         |
| Niet gestart (DNS)              |
| Gewond (INJ)                    |
| Uitgesloten (EX)                |
| Teruggetrokken (WD)             |
| Niet deelgenomen (blanco cel)   |
| P Pole position                 |
| S Snelste ronde                 |

† — Coureur is niet gefinisht in de GP, maar heeft wel 90% van de race-afstand afgelegd, waardoor hij als geklasseerd genoteerd staat.
1950 · 1951 · 1952 · 1953 · 1954 · 1955 · 1956 · 1957 · 1958 · 1959 · 1960 · 1961 · 1962 · 1963 · 1964 · 1965 · 1966 · 1967 · 1968 · 1969 · 1970 · 1971 · 1972 · 1973 · 1974 · 1975 · 1976 · 1977 · 1978 · 1979 · 1980 · 1981 · 1982 · 1983 · 1984 · 1985 · 1986 · 1987 · 1988 · 1989 · 1990 · 1991 · 1992 · 1993 · 1994 · 1995 · 1996 · 1997 · 1998 · 1999 · 2000 · 2001 · 2002 · 2003 · 2004 · 2005 · 2006 · 2007 · 2008 · 2009 · 2010 · 2011 · 2012 · 2013 · 2014 · 2015 · 2016 · 2017 · 2018 · 2019 · 2020 · 2021 · 2022 · 2023 · 2024 · 2025 · 2026 
 Lijst van Formule 1 Grand Prix-wedstrijden